# Kallala
Kallala (ar. قلالة, fr. Guellala) – miejscowość w południowej części wyspy Dżerba, u wybrzeży Tunezji.

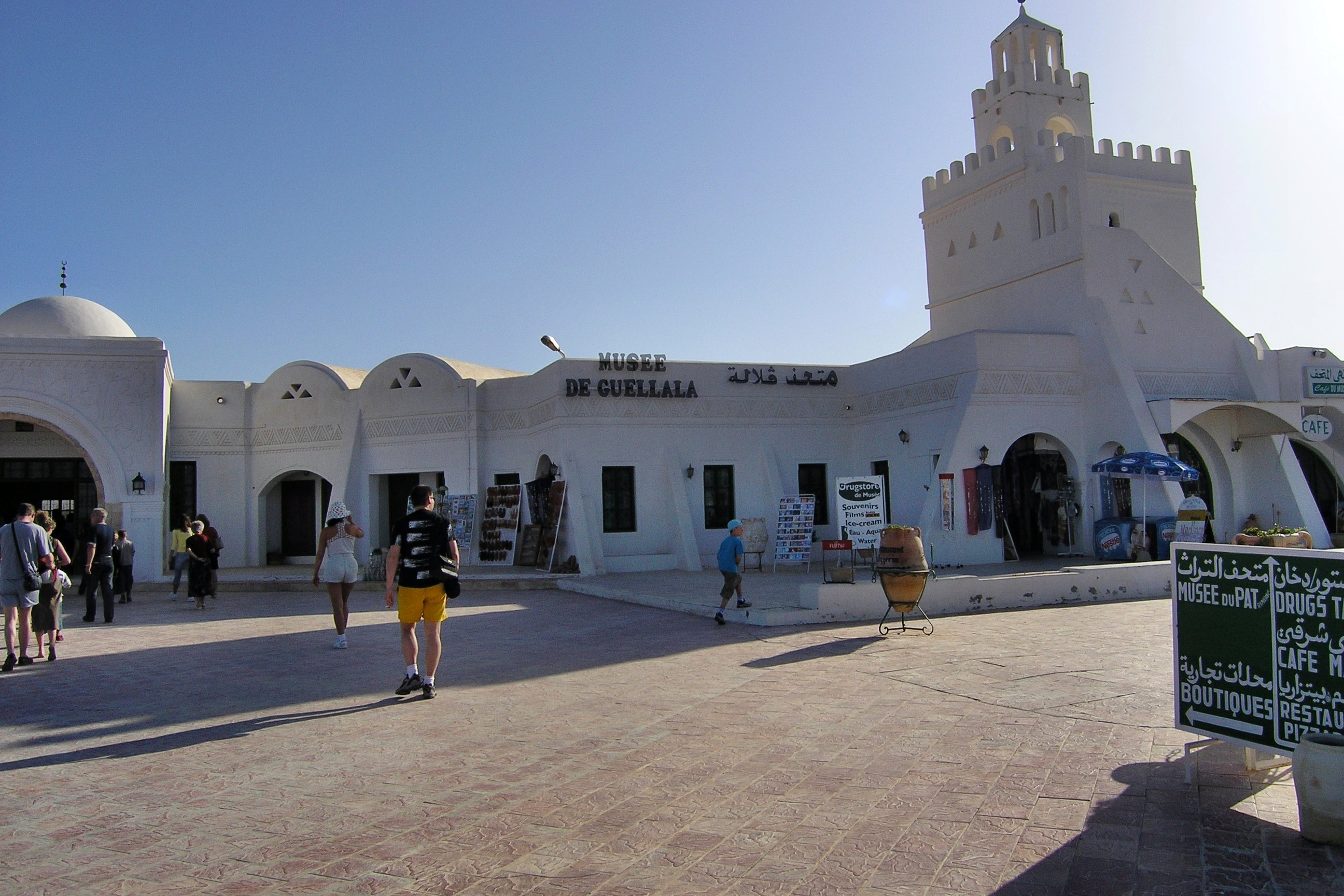
Muzeum w miejscowości Kallala

Miejscowość słynie z produkcji ceramiki glinianej już od czasów rzymskich. Zamieszkiwana jest głównie przez Berberów. Znajduje się tu popularne Muzeum Sztuki i Tradycji.